# Stump Lake
Stump Lake är en sjö i Kanada.   Den ligger i provinsen British Columbia, i den södra delen av landet, 3 300 km väster om huvudstaden Ottawa. Stump Lake ligger 743 meter över havet. Arean är 7,0 kvadratkilometer. Den sträcker sig 5,7 kilometer i nord-sydlig riktning, och 5,8 kilometer i öst-västlig riktning.
I omgivningarna runt Stump Lake växer i huvudsak barrskog. Trakten runt Stump Lake är nära nog obefolkad, med mindre än två invånare per kvadratkilometer.